# Solana del Pas del Pi
La Solana de la Coma de l'Olla és una solana del terme municipal de Conca de Dalt, a l'antic terme d'Hortoneda de la Conca, al Pallars Jussà, en territori que havia estat del poble d'Hortoneda, però més a prop del de Pessonada.
Es troba al sud-est d'Hortoneda, al vessant de ponent de la part nord-occidental de la Serra del Banyader. És a la dreta de la llau del Pas del Pi i a llevant de l'Obaga del Pas del Pi.